# Santa Leocadia de Parga
Parga (llamada oficialmente Santa Locaia de Parga) es una parroquia española del municipio de Guitiriz, en la provincia de Lugo, Galicia.

## Otras denominaciones
La parroquia también es conocida por los nombres de Santa Leocadia de Parga y Santa Locaia.

## Organización territorial
La parroquia está formada por once entidades de población, constando nueve de ellas en el nomenclátor del Instituto Nacional de Estadística español:
- A Conchada
- Aldar
- Cabana
- Carballedo
- Digañe
- Eirexe
- Laxe (A Laxe)
- Outeiriño (O Outeiriño)
- Pateira (A Pateira)
- Raposeira (A Raposeira)
- Saa

## Demografía
| Gráfica de evolución demográfica de Parga entre 2000 y 2020 |
|                                                             |
| Datos según el nomenclátor publicado por el INE.            |